# Adenomera lutzi
Adenomera lutzi là một loài ếch thuộc họ Leptodactylidae.
Đây là loài đặc hữu của Guyana.
Môi trường sống tự nhiên của chúng là rừng ẩm vùng đất thấp nhiệt đới hoặc cận nhiệt đới và vùng núi ẩm nhiệt đới hoặc cận nhiệt đới.